# Araeostoma melanosema
Araeostoma melanosema là một loài bướm đêm trong họ Noctuidae.